# 위원군
위원군(渭原郡)은 자강도 북쪽에 위치한 군이다.

## 위치와 지형
서북쪽으로 압록강을 사이에 두고 중화인민공화국과는 접경을 이룬다. 본래 평안북도에 속한 군이었으나 1954년에 조선민주주의인민공화국의 행정구역 개편으로 자강도가 신설되면서 편입되었다. 북쪽으로는 만포시와 시중군, 동쪽으로는 강계시와 성간군, 동남쪽으로는 전천군, 남쪽과 서쪽은 고풍군, 서쪽은 초산군과 접한다.
내륙 고원 지대인 위원군의 남동쪽 경계로는 강남산맥의 주맥이 지난다. 가장 높은 산은 1,984m의 숭적산이다. 남서쪽의 고풍군과 초산군 쪽 경계로도 높은 산이 있다. 대륙성 기후로 겨울에는 기온이 많이 내려간다. 연간 평균 기온은 6℃이다.

## 역사
| Daedongyeojido (Gyujanggak) 04-07.jpg | Daedongyeojido (Gyujanggak) 04-06.jpg |
| Daedongyeojido (Gyujanggak) 05-07.jpg | Daedongyeojido (Gyujanggak) 05-06.jpg |

1443년에 위원군이 설치되었고 1460년에 잠시 폐지되었으나 1463년에 재설치되었다. 해방 전에는 평안북도 위원군이었으나 이후 자강도 위원군으로 바뀌었다. 1952년 12월 행정 구역의 개편으로 서태면의 4개리가 초산군에 편입되었다.

## 산업
대표적인 산업은 목재 생산과 과수원 산업이다. 벼농사는 짓지 않고 콩, 옥수수, 감자 등을 재배하는 밭농사가 중심이다. 발전용량 39만 킬로와트의 위원발전소가 있다.

## 행정 구역
현재 위원군에는 1읍, 2구, 20리가 있다.
- 위원읍 (渭原邑)
- 룡연로동자구 (龍淵勞動者區)
- 량강로동자구 (兩江勞動者區)
- 화창리 (和昌里)
- 도봉리 (刀峯里)
- 락민리 (樂民里)
- 고성리 (古城里)
- 덕암리 (德巖里)
- 송진리 (松榛里)
- 신연리 (新延里)
- 고보리 (古堡里)
- 향양리 (向陽里)
- 구암리 (鳩巖里)
- 룡탄리 (龍灘里)
- 개원리 (開元里)
- 대야리 (大野里)
- 어곡리 (漁谷里)
- 광천리 (廣川里)
- 창평리 (倉坪里)
- 축포리 (杻浦里)
- 삼락리 (三樂里)
- 지산리 (只山里)
- 부흥리 (復興里)

## 이북5도위원회의 위원군
위원군(渭原郡)은 평안북도 중북부에 위치해 있으며, 면적 1,234km2에 7개 면으로 구성되어 있다. 군청소재지는 위원면 구읍동이다.
| 읍면           | 면적(km2) | 동 숫자 | 동(洞) |
| -------------- | --------- | ------- | --- |
| 위원면(渭原面) | 197.41    | 12      | 구읍(舊邑) 성내(城內) 고성(古城) 덕암(德巖) 만호(萬戶) 송진(松榛) 남파(南坡) 월평(越坪) 송상(松上) 도봉(刀峰) 낙민(樂民) 상소(上所) |
| 대덕면(大德面) | 201.88    | 6       | 독산(獨山) 어곡(漁谷) 광천(廣川) 도원(桃源) 독상(獨上) 축포(杻浦)                                                                   |
| 봉산면(鳳山面) | 88.2      | 5       | 고보(古堡) 향양(向陽) 호안(湖安) 개곡(開谷) 용봉(龍鳳)                                                                              |
| 서태면(西泰面) | 115.16    | 6       | 용문(龍門) 인덕(仁德) 이산(梨山) 신천(新川) 송계(松溪) 봉풍(蓬豊)                                                                   |
| 숭정면(崇正面) | 333.07    | 7       | 용연(龍淵) 삼기(三機) 신명(新明) 백림(栢林) 삼락(三樂) 지산(只山) 부흥(復興)                                                        |
| 위송면(渭松面) | 142.31    | 7       | 용탄(龍灘) 학암(鶴岩) 마평(麻坪) 갑령(甲嶺) 석포(石浦) 신풍(新豊) 개원(開元)                                                        |
| 화창면(和昌面) | 155.76    | 7       | 대안(大安) 월현(月峴) 대야(大野) 합천(合川) 양강(兩江) 신흥(新興) 문명(文明)                                                        |

## 같이 보기
- 조선민주주의인민공화국의 지리
- 조선민주주의인민공화국의 행정 구역